# Syngonanthus setifolius
Syngonanthus setifolius är en gräsväxtart som beskrevs av Nancy Hensold. Syngonanthus setifolius ingår i släktet Syngonanthus och familjen Eriocaulaceae. Inga underarter finns listade i Catalogue of Life.